# Rick Chartraw
Raymond Richard "Rick" Chartraw, född 13 juli 1954, är en venezuelanskfödd amerikansk före detta professionell ishockeyspelare som tillbringade tio säsonger i den nordamerikanska ishockeyligan National Hockey League (NHL), där han spelade för ishockeyorganisationerna Montreal Canadiens, Los Angeles Kings, New York Rangers och Edmonton Oilers. Han producerade 92 poäng (28 mål och 64 assists) samt drog på sig 399 utvisningsminuter på 420 grundspelsmatcher. Han spelade också på lägre nivåer för Nova Scotia Voyageurs och New Haven Nighthawks i American Hockey League (AHL), Tulsa Oilers i Central Hockey League (CHL) och Kitchener Rangers i Ontario Hockey Association (OHA-Jr.).
Chartraw draftades i första rundan i 1974 års NHL-draft av Montreal Canadiens som tionde spelaren totalt och blev också WHA-draftad i 1974 års WHA Amateur Draft av San Diego Mariners.
Han vann fyra raka Stanley Cup-titlar med Canadiens för säsongerna 1975-1976, 1976-1977, 1977-1978 och 1978-1979. Chartraw var också delaktig i Oilers Stanley Cup-titel för säsong 1983-1984 men fick inte sitt namn ingraverad på pokalen på grund av att han spelade för få matcher under säsongen och slutspelet.
Efter ishockeykarriären är han verksam inom fastighets- och byggbranscherna och äger en anläggning för naturturism utanför Golden, British Columbia i Kanada.

## Statistik
| 1972–1973      | Kitchener Rangers     | OHA-Jr.        | 59  | 10 | 22 | 32 | 101 | —  | — | — | —  | —  |
| 1973–1974      | Kitchener Rangers     | OHA-Jr.        | 70  | 17 | 44 | 61 | 150 | —  | — | — | —  | —  |
| 1974–1975      | Montreal Canadiens    | NHL            | 12  | 0  | 0  | 0  | 6   | —  | — | — | —  | —  |
|                | Nova Scotia Voyageurs | AHL            | 58  | 7  | 20 | 27 | 148 | 6  | 1 | 2 | 3  | 4  |
| 1975–1976      | Montreal Canadiens    | NHL            | 16  | 1  | 3  | 4  | 25  | 2  | 0 | 0 | 0  | 0  |
|                | Nova Scotia Voyageurs | AHL            | 33  | 12 | 24 | 36 | 49  | —  | — | — | —  | —  |
| 1976–1977      | Montreal Canadiens    | NHL            | 43  | 3  | 4  | 7  | 59  | 13 | 2 | 1 | 3  | 17 |
| 1977–1978      | Montreal Canadiens    | NHL            | 68  | 4  | 12 | 16 | 64  | 10 | 1 | 0 | 1  | 10 |
| 1978–1979      | Montreal Canadiens    | NHL            | 62  | 5  | 11 | 16 | 29  | 16 | 2 | 1 | 3  | 24 |
| 1979–1980      | Montreal Canadiens    | NHL            | 66  | 5  | 7  | 12 | 35  | 10 | 2 | 2 | 4  | 0  |
| 1980–1981      | Montreal Canadiens    | NHL            | 14  | 0  | 0  | 0  | 4   | —  | — | — | —  | —  |
|                | Los Angeles Kings     | NHL            | 21  | 1  | 6  | 7  | 28  | 4  | 0 | 1 | 1  | 4  |
| 1981–1982      | Los Angeles Kings     | NHL            | 33  | 2  | 8  | 10 | 56  | 10 | 0 | 2 | 2  | 17 |
|                | New Haven Nighthawks  | AHL            | 33  | 3  | 9  | 12 | 39  | —  | — | — | —  | —  |
| 1982–1983      | Los Angeles Kings     | NHL            | 31  | 3  | 5  | 8  | 31  | —  | — | — | —  | —  |
|                | New York Rangers      | NHL            | 26  | 2  | 2  | 4  | 37  | 9  | 0 | 2 | 2  | 6  |
| 1983–1984      | Edmonton Oilers       | NHL            | 24  | 2  | 6  | 8  | 21  | 1  | 0 | 0 | 0  | 2  |
|                | Tulsa Oilers          | CHL            | 28  | 1  | 4  | 5  | 25  | —  | — | — | —  | —  |
|                | New York Rangers      | NHL            | 4   | 0  | 0  | 0  | 4   | —  | — | — | —  | —  |
| NHL totalt     | NHL totalt            | NHL totalt     | 420 | 28 | 64 | 92 | 399 | 75 | 7 | 9 | 16 | 80 |
| AHL totalt     | AHL totalt            | AHL totalt     | 124 | 22 | 53 | 75 | 236 | 6  | 1 | 2 | 3  | 4  |
| CHL totalt     | CHL totalt            | CHL totalt     | 28  | 1  | 4  | 5  | 25  | —  | — | — | —  | —  |
| OHA-Jr. totalt | OHA-Jr. totalt        | OHA-Jr. totalt | 129 | 27 | 66 | 93 | 251 | —  | — | — | —  | —  |